# 三俣町
三俣町（みつまたまち）は、群馬県前橋市の地名。三俣町一丁目から三俣町三丁目まである。郵便番号は371-0018。2013年現在の面積は0.79km2。

## 地理
広瀬川と桃ノ木川に挟まれた広瀬川低地帯に位置する。

### 河川
- 桃ノ木川
- 広瀬川

## 歴史
南北朝時代からある地名である。前橋藩領であった。

### 年表
- 応安6年（1373年） - 「大胡郷三俣村」の地名が大胡秀重請文（『長楽寺文書』）に見える[5][6]。
- 天正18年（1590年）8月 - 平岩親吉が前橋城主となり、三俣村はその領地となる。以後、江戸時代を通じて前橋藩領となる[5]。

- 明治22年（1889年）4月1日 - 町村制施行により三俣村は、周辺12村（上泉村、江木村、堤村、亀泉村、堀之下村、石関村、東片貝村、西片貝村、幸塚村、上沖之郷、下沖之郷、荻窪村）が合併し南勢多郡桂萱村が成立する。
- 明治29年（1896年）4月1日 - 郡統合（南勢多郡と東群馬郡の統合）により、桂萱村は勢多郡に所属する。
- 昭和3年（1928年）11月10日 - 上毛電気鉄道上毛線中央前橋 - 西桐生間が開業する。その際同字に三俣停留所（現三俣駅）が開業する。
- 昭和26年（1951年）4月1日 境界線変更により、一部が前橋市東町（現・日吉町）となる。
- 昭和29年（1954年）4月1日 - 桂萱村は周辺1町5村（上川淵村、下川淵村、芳賀村、東村、元総社村、総社町）とともに前橋市へ編入され、前橋市三俣町となる。
- 昭和31年（1956年）8月25日 - 同町の三俣停留所が西桐生寄りに300m移設される。同時に停車場に昇格したため現在の三俣駅という名称になる[7]。
- 昭和52年（1977年） - 一部が西片貝町一丁目、西片貝町二丁目となり、三俣町の一部から三俣町一丁目、三俣町二丁目、三俣町、幸塚町、下沖町、上沖町の各一部から三俣町三丁目が成立。同日、丁目無しの三俣町消滅。

### 地名の由来
古利根川が流れていた頃、流れが同町のあたりで3つに分流していたことによる。

## 世帯数と人口
2017年（平成29年）8月31日現在の世帯数と人口は以下の通りである。
| 丁目         | 世帯数    | 人口    |
| ------------ | --------- | ------- |
| 三俣町一丁目 | 759世帯   | 1,634人 |
| 三俣町二丁目 | 531世帯   | 1,120人 |
| 三俣町三丁目 | 682世帯   | 1,541人 |
| 計           | 1,972世帯 | 4,295人 |

## 小・中学校の学区
市立小・中学校に通う場合、学区は以下の通りとなる。
| 丁目         | 番地 | 小学校             | 中学校               |
| ------------ | ---- | ------------------ | -------------------- |
| 三俣町一丁目 | 全域 | 前橋市立城東小学校 | 前橋市立みずき中学校 |
| 三俣町二丁目 | 全域 | 前橋市立城東小学校 | 前橋市立みずき中学校 |
| 三俣町三丁目 | 全域 | 前橋市立桃木小学校 | 前橋市立みずき中学校 |

## 交通

### 鉄道
- 上毛電気鉄道上毛線
  - ―三俣駅―

### 道路
国道は通っておらず、県道は群馬県道3号前橋大間々桐生線が通っている。また、東部バイパスも通っている。

## 施設
- 上毛電気鉄道上毛線三俣駅
- 前橋三俣郵便局 - 昭和41年（1966年）5月16日開設[10]。
- 三俣神社 - 明治41年（1908年）に横山町の小石神社に合祀されたのち、昭和19年（1944年）に現在地に遷宮[11]。